# 병 (영화)
"병"은 2019년에 제작한 단편 영화이다.

## 캐스팅

### 주연
- 이우동 : 우식 역
- 이재혁 : 재국 역
- 임은서 : 태분 역

### 조연
- 김민서 : 미영 역
- 김지민 : 중국집 사장 역
- 하울림 : 송 간호사 역
- 오두원 : 병원 진료환자 역

## 수상
- 2019년 제20회 전주국제영화제 수상 한국단편경쟁 심사위원특별상 - 이우동
- 2019년 제1회 평창국제평화영화제 스펙트럼